# Tornado de Ciudad Acuña de 2015
El tornado de Ciudad Acuña de 2015 fue uno de los tornados más fuertes registrados en México. Se formó en las primeras horas de la mañana del 25 de mayo de 2015, alrededor de las 6:00, precisamente en la Ampliación Santa Rosa y avanzando por la Avenida Sur Poniente, disipándose en las afueras del Fraccionamiento Las Aves. Los peores daños se produjeron en los fraccionamientos de Los Altos de Santa Teresa y Las Aves, en Ciudad Acuña; en el extremo norte del estado mexicano de Coahuila.
De acuerdo a la Comisión Nacional del Agua, el fenómeno ocurrió entre las 5:30 y las 06:00 horas, tiempo del Centro, alcanzando el EF3 en Escala fujita mejorada y T-5 en la Escala tornadica mexicana.
El mismo día 25, la Secretaría de Gobernación informó de forma oficial que el tornado dejaba un saldo preliminar de 13 personas fallecidas y 229 lesionados; así como cerca de 1000 viviendas con daños, al menos 110 de ellos con pérdidas totales. El saldo de fallecidos se elevó a 14 personas el 27 de mayo, al perder la vida uno de los heridos hospitalizados.

## Cronología
El tornado fue parte de una serie de tormentas que se formaron a causa de una Oleada de tornados que azotó Texas y Oklahoma (Estados Unidos), el 22 y 25 de mayo.
El tornado comenzó su formación sobre el fraccionamiento Ampliación Santa Rosa y avanzó en línea recta por la Avenida Sur Poniente, en su paso destrozo múltiples postes de luz, dejando a varios fraccionamientos sin luz. El tornado rápidamente se intensificó y pasó de categoría 1 a categoría 3, llegando a volcar autos y transportes públicos.
La tormenta continuó moviéndose hacia al sur donde se produjeron daños severos a los árboles y casas, principalmente en los fraccionamientos de Los Altos de Santa Teresa y Las Aves. Luego de abandonar la zona de fraccionamientos, el tornado comenzó a debilitarse hasta disiparse completamente. Según el daño evaluado, esta etapa del tornado se clasificó como EF3, destruyendo casas enteras, volcando autos y vehículos de transporte urbano, arrancando árboles desde sus raíces y destrozando el alumbrado público.